# Herbrand Lofthus
Herbrand Pedersen Lofthus (ur. 10 grudnia 1889 w Veggli, zm. 1 stycznia 1972 w Oslo) – norweski zapaśnik walczący w stylu klasycznym. Olimpijczyk ze Sztokholmu 1912, gdzie odpadł w piątej rundzie w wadze lekkiej do 67,5 kg.

## Letnie Igrzyska Olimpijskie 1912
| Konkurencja                | Runda grupowa         | Runda grupowa           | Runda grupowa         | Runda grupowa             | Runda grupowa            | Klas. końcowa |
| Konkurencja                | Przeciwnik I          | Przeciwnik II           | Przeciwnik III        | Przeciwnik IV             | Przeciwnik V             | Miejsce       |
| -------------------------- | --------------------- | ----------------------- | --------------------- | ------------------------- | ------------------------ | ------------- |
| styl klasyczny, waga lekka | Raymond Cabal (FRA) W | Andreas Dumrauf (GER) W | Johan Nilsson (SWE) P | Ludwig Sauerhöfer (GER) W | Edvin Mathiasson (SWE) P | piąta runda   |